# 江文明
江文明（越南语：／，1573年9月30日—1638年6月20日），字國華（越南语：／），福祿縣蒙阜社（今属河内市山西市社唐林社）人，後黎朝政治人物、進士。

## 生平
江文明嘉泰元年九月初六日（1573年9月30日）出生。永祚十年（1628年）二月，江文明参加会试，考中会元。四月，参加殿试，考中探花，是该科第一名庭元。初授兵科都給事中。德隆三年（1631年），升太僕寺卿，封福祿伯，隨清都王次子鄭柞出鎮乂安。阳和三年（1637年）十二月，担任岁贡正使出使明朝。次年六月初二日（1638年6月20日），江文明在出使途中去世，享年六十六岁。赠工部左侍郎、荣郡公，諡文忠。

## 逸事
據《江氏家譜》記載，陽和四年（1638年），江文明在北京覲見崇祯帝。崇祯帝問“銅柱至今苔已綠”，江文明以陳朝在白藤江大敗元軍一事回話，稱“藤江自古血猶紅”。崇祯帝先是称赞江文明有气节，“南国有人矣”。但后来又大怒，下令将江文明“刳之”，命人用水銀、人參处理屍體，让安南国使臣携棺回安南。
使臣回到安南後，向黎神宗和鄭王彙報此事，皆讚歎：“使不辱君命，可謂千古英雄。”然此事在越南正史中並無記載。

## 家庭
江文明有2子7女。
- 夫人杜氏
- 長子江文懌，誥授光進慎祿大夫茂林郎欽刑部欽刑司郎中欽差殿前督校點司錄事
- 次子江文悰，誥授光進慎祿大夫茂林郎工部工程司郎中欽差行乂安處提刑憲察使

阮朝

## 連接
- 《江氏家譜》 （页面存档备份，存于）